# Psychotria parkeri
Psychotria parkeri är en måreväxtart som beskrevs av John Gilbert Baker. Psychotria parkeri ingår i släktet Psychotria och familjen måreväxter. Inga underarter finns listade i Catalogue of Life.